# Lutoryż (przystanek kolejowy)
Lutoryż - przystanek kolejowy i mijanka w Lutoryżu, na linii kolejowej nr 106. Na stacji są ławki, wiaty i oświetlenie, a w pobliżu stacji 30 miejsc postojowych i 2 wiaty rowerowe.
1. ↑  Łukasz Pelc, Nowy przystanek kolejowy w Lutoryżu ułatwi mieszkańcom dojazd do Rzeszowa [ZDJĘCIA] [online], Rzeszów News - najnowsze wiadomości, wydarzenia i aktualności z Rzeszowa i Podkarpacia, 2 września 2024 [dostęp 2025-08-20].